# C. Jérôme
Charles Jérôme (* 21. Dezember 1946 in Paris; † 14. März 2000 ebenda; bürgerlicher Name Claude Dhotel) war ein französischer Chansonnier.

## Leben und Wirken
Er wurde im 12. Arrondissement von Paris geboren.
Seine größten Erfolge hatte er in den 1970er Jahren. 
Mit 53 Jahren erlag er einem Krebsleiden.

## Diskografie (Auswahl)

### Alben
- 2000: L’album Souvenir – 25 Ans De Succès (FR: Gold)
- 2011: Best Of – 3 CD

### Singles
- Kiss me
- Jérôme, c’est moi
- Et tu danses avec lui
- Dernier baiser
- Himalaya
- Le charme français
- Manhattan
- Le petit chaperon rouge est mort
- Quand la mer se retire
- La petite fille 73
- Cindy
- Baby boy
- Rétro c’est trop
- Julie à la folie
- Ne m’abandonne pas
- It’s so long
- Hop la dites-moi
- Un ticket pour une blonde
- Caroline et moi
- Un enfant malheureux
- Bay-bay 26-38
- Les manons de la nuit
- Les bords de l’Atlantique
- Les filles du sam’di soir
- Les larmes aux yeux
- Comme si
- A pleins tubes
- Nancy
- Nuits blanches
- Le nom des Hallyday
- Chanson pour Carole
- 16 ans déjà
- Le temps d'un été
- Te moque pas du p’tit homme
- L’enfant aux cheveux d’or
- Pleure pas pour moi
- Je ne parl'rai plus d’elle
- Symphonie pour une tristesse
- La fille au regard vert
- Je suis Dieu
- Les bleus lendemains
- La p’tite fille de Bretagne
- Danièle s’en va
- Chanter
- Là où je t’aime
- J’ai retrouvé le soleil
- Pardonne-moi
- Qu’est-ce que je t’aime
- Amants
- Je
- C’est l’Amérique
- Rien qu’un baladin
- Elle me ressemble
- Graine de star
- Deauville
- L’encre de Chine
- J’taime
- Help remember
- La fièvre
- Age tendre et tête de bois
- Je flashe pour elle
- Ma romantique
- Qu’est-ce que tu veux que j'te dise
- Encore un métro qui passe
- De quoi nos vies sont faites
- Quinze ans
- Adieu my love
- Margarita
- La ballade de Mary James
- Femme enfant femme enfin
- In love
- C’est la nuit
- Les sentiments à la menthe
- Si tu me laisses
- Dingue de rock
- Les fiancés
- Non
- Joëlle
- Ma belle
- Il faut que je t'oublie
- Dans la chambre d'amour
- Une guitare
- La musique classique
- Chagrin d’amour
- Les lilas
- L’orphelin
- Cendrillon
- Le jardin d'amour
- Mélancolie
- Petite fille
- Caroline
- Belle
- La poupée désarticulée
- Passionnément